# Louis Kuehn (Wasserspringer)
Louis Edward „Lou“ Kuehn (* 2. April 1901 in Portland, Oregon; † 30. März 1981 in West Linn, Oregon) war ein US-amerikanischer Wasserspringer.

## Erfolge
1919 wurde Louis Kuehn zunächst nationaler Meister der Junioren und sicherte sich ein Jahr später den Titel bei den Wettkämpfen der Amateur Athletic Union. Trotz seiner Erfolge schickte ihn sein Verein nicht zu den olympischen Ausscheidungskämpfen, sodass sein Vater für die Anreise und das Antrittsgeld privat aufkam. Ihm gelang die Qualifikation für die Olympischen Spiele 1920 in Antwerpen, bei denen er im Kunstspringen vor seinen Mannschaftskollegen Clarence Pinkston und Louis Balbach mit 675,40 Olympiasieger wurde und die Goldmedaille gewann.
An der Oregon State University schloss Kuehn ein Studium der Rechtswissenschaften ab und war anschließend als Rechtsanwalt in Oregon tätig sowie bis zu seinem Ruhestand als Beamter am Berufungsgericht des Multnomah Countys. Daneben war er in Teilzeit als Trainer bei der Wasserspringmannschaft der Oregon State University beschäftigt. Während des Zweiten Weltkriegs arbeitete er außerdem als Schwimmtrainer bei der US Navy. Kuehn wurde in die Oregon Sports Hall of Fame und die International Swimming Hall of Fame aufgenommen.